# Axel Bergman (arkitekt)

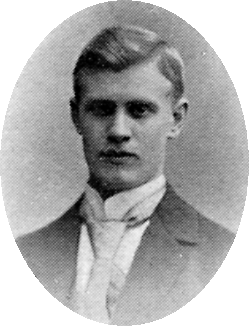
Axel Bergman runt år 1900.

Axel Rudolf Bergman, född 25 juli 1877 i Adolf Fredriks församling, Stockholm, död 27 april 1965 i Danderyds församling, Stockholms län, var en svensk arkitekt.

## Biografi
Axel Bergman studerade vid Tekniska skolan i Stockholm med fortsatta studier vid Kungliga Tekniska Högskolan 1894–1898. Som brukligt vid denna tiden läste han därefter vid Kungliga Akademien för de fria konsterna (Konstakademien) 1898–1901.
Han arbetade som murare 1893–95 och som ritare 1891–1902 och var biträdande arkitekt vid bygget av Nordiska museet 1902–04 under ledning av Isak Gustaf Clason. Axel Bergman drev därefter egen verksamhet, efter att 1903 ha övertagit Svenska ritbyrån för landtmannabyggnader efter Carl Olinder tidiga bortgång.
Under åtta år verkade han som assisten i husbyggnadskonst vid Tekniska högskolan, var värderingsman i Stockholms stads brandförsäkringskontor och styrelseledamot i Svenska Teknologföreningen. Han var ledamot i byggnadsnämnden i Djursholm och ledamot av Stockholms stadsfullmäktige 1915–1919.

## Verk i urval

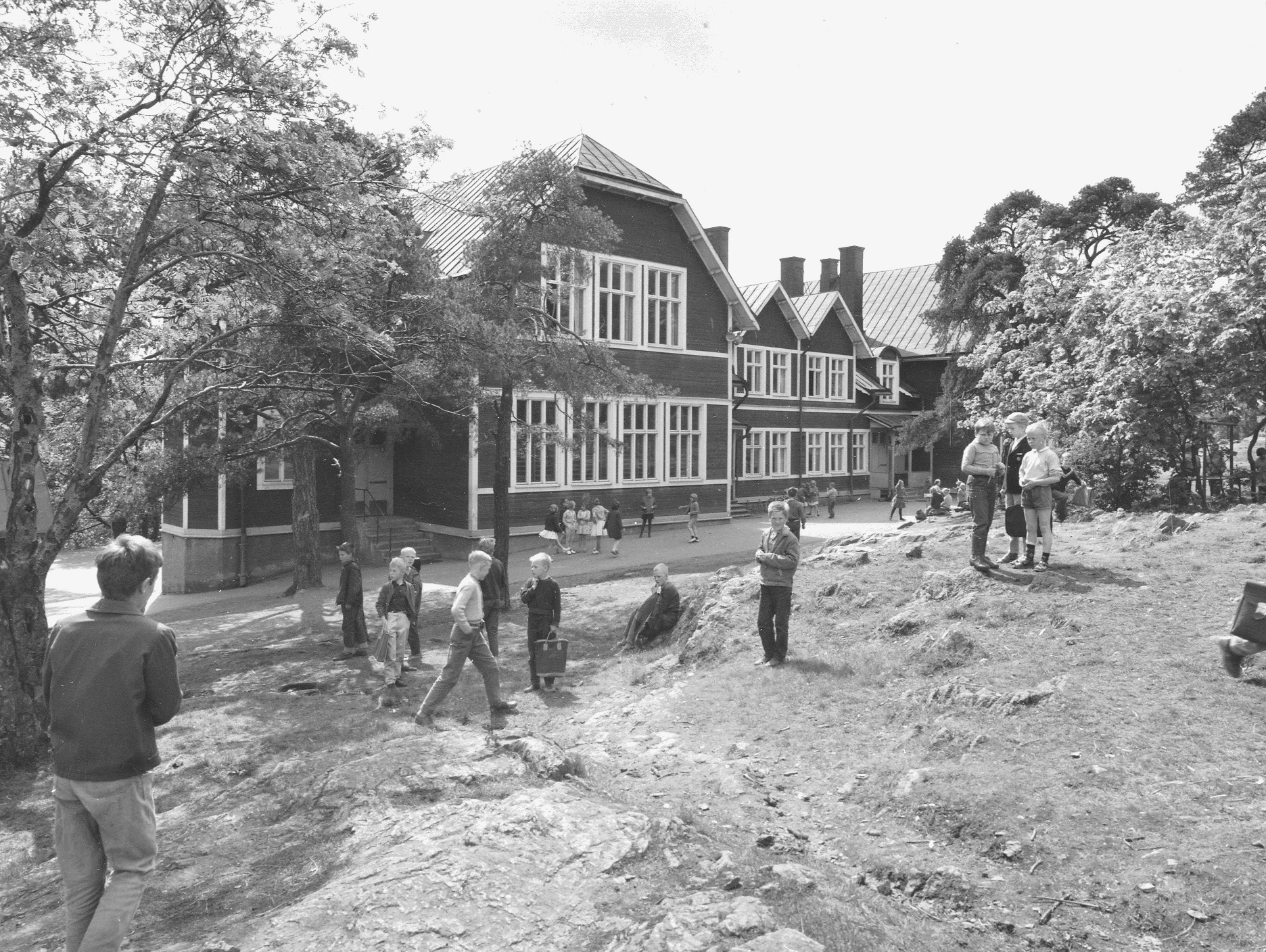
Årsta gamla skola.

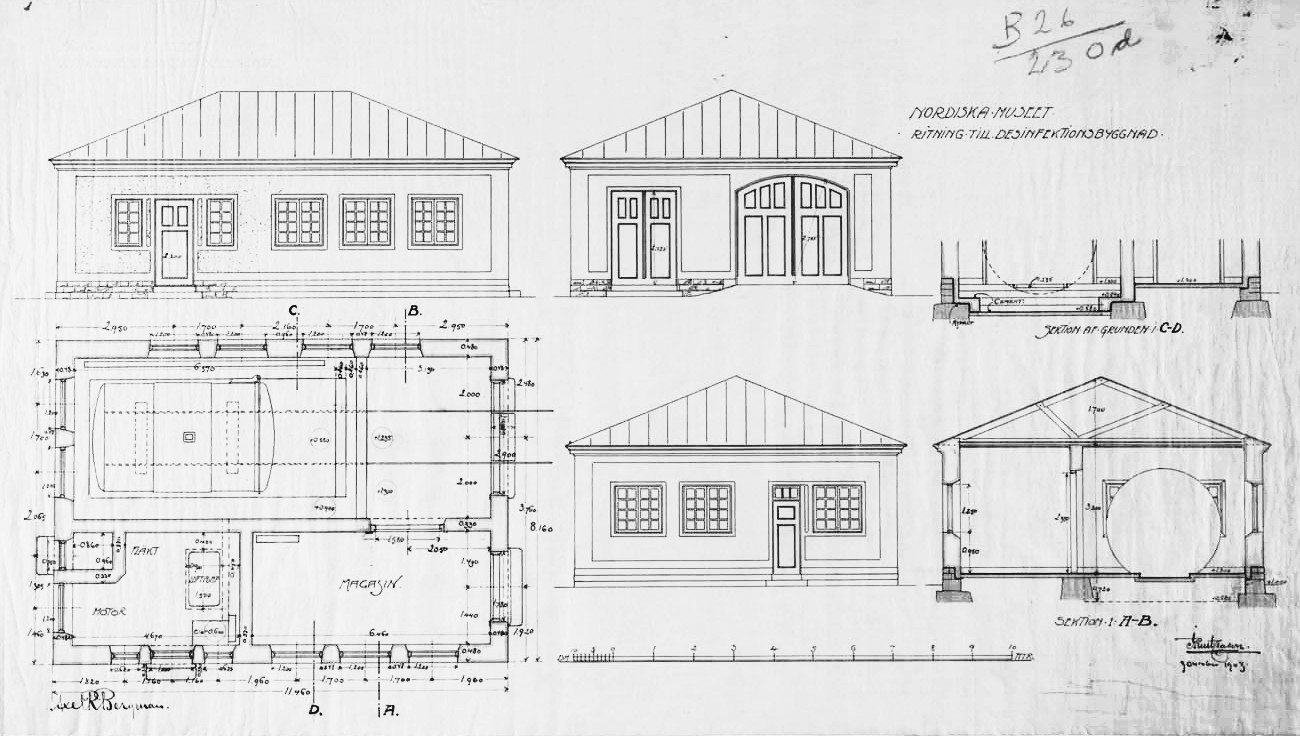
Ritning till desinfektionsbyggnaden Lusknäppen, Nordiska museet.

- Årsta gamla skola, Årsta, Stockholm, 1903.
- Hyreshus, Heimdalsgatan 1 - Vidargatan 6, Stockholm, 1906–1907.
- Hyreshus för Bostad åt Kvinnor, Dalagatan 35 och 37, Stockholm, 1906–1907.
- Ekeby vattentorn, Ekeby, Djursholm, 1908.[3]
- Kontorshus, Karduansmakargatan 9, Stockholm, 1909.
- Hyreshus, Nybrogatan 48, Stockholm, 1910–1911.
- Hyreshus, Heleneborgsgatan 15, Stockholm, 1910–1911.
- Stiftelsen Wilhelm Govenii Minne, Hälsingegatan 14 och 16, Stockholm, 1910.
- Hyreshus Karlbergsvägen 60 - Vikingagatan 30 och 32, Stockholm, 1912–1914.
- Eduard & Sophie Heckschers stiftelse, Kungsklippan 19, Stockholm, 1913.
- Hyreshus, Västmannagatan 94 - Västeråsgatan 3, Stockholm, 1914–1916.
- Stiftelsen Wilhelm Govenii Minne, Nybrogatan 75, Stockholm, 1914–1915.
- Hus för Magna Sunnerdahl, Bondegatan 68, Klippgatan 18 samt Skånegatan 99, 101 - Borgmästargatan 13, Stockholm, 1914–1916.
- Hyreshus, Klippgatan 19, Stockholm, 1912–1913.
- Vattentorn, Norrtorn, Oskarshamn, 1913. [4]
- Hyreshus, Kungsholmsgatan 19 A och B, fasad Björn Hedvall, Stockholm, 1917–1918.
- Hyreshus, Fleminggatan 24 - Inedalsgatan 6, Stockholm, 1920–1921.
- Vålådalens fjällstation 1921-1923.[5]
- Hirschska stiftelsen, Solvändan 1-17, Stockholm, 1923–1925.
- Bruzelii, Danelii, Sunnerdahlska stiftelser i Stockholm.
- Finnfors kraftstation I, 1906–1908 och II, Finnforsfallet, Västerbotten, 1910–1912.
- Bostäder m.m. i brukssamhällena Ytterstfors, Sandvik och Robertsfors i Västerbotten.

## Bilder

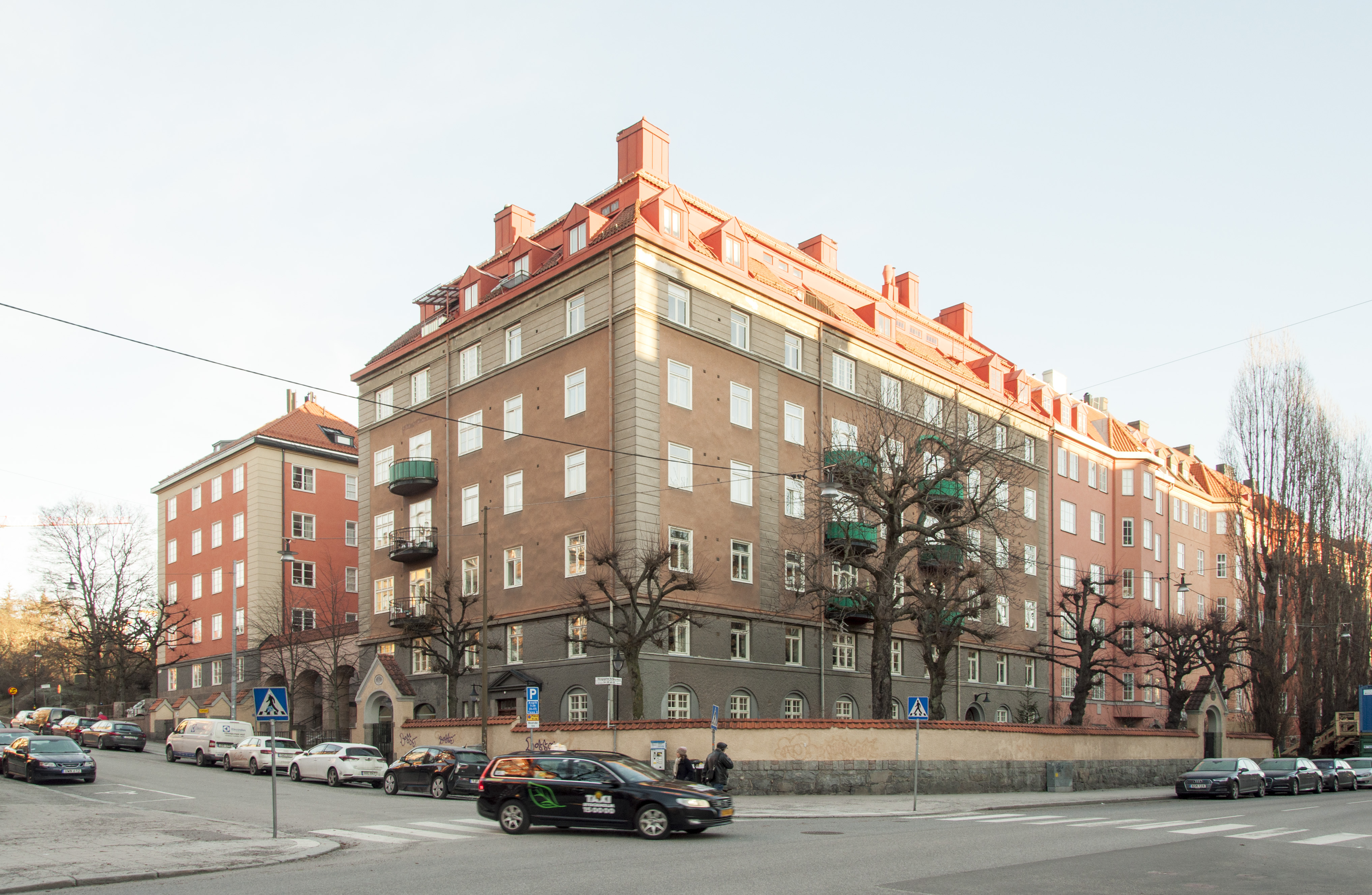
Karlbergsvägen 60, Stockholm.
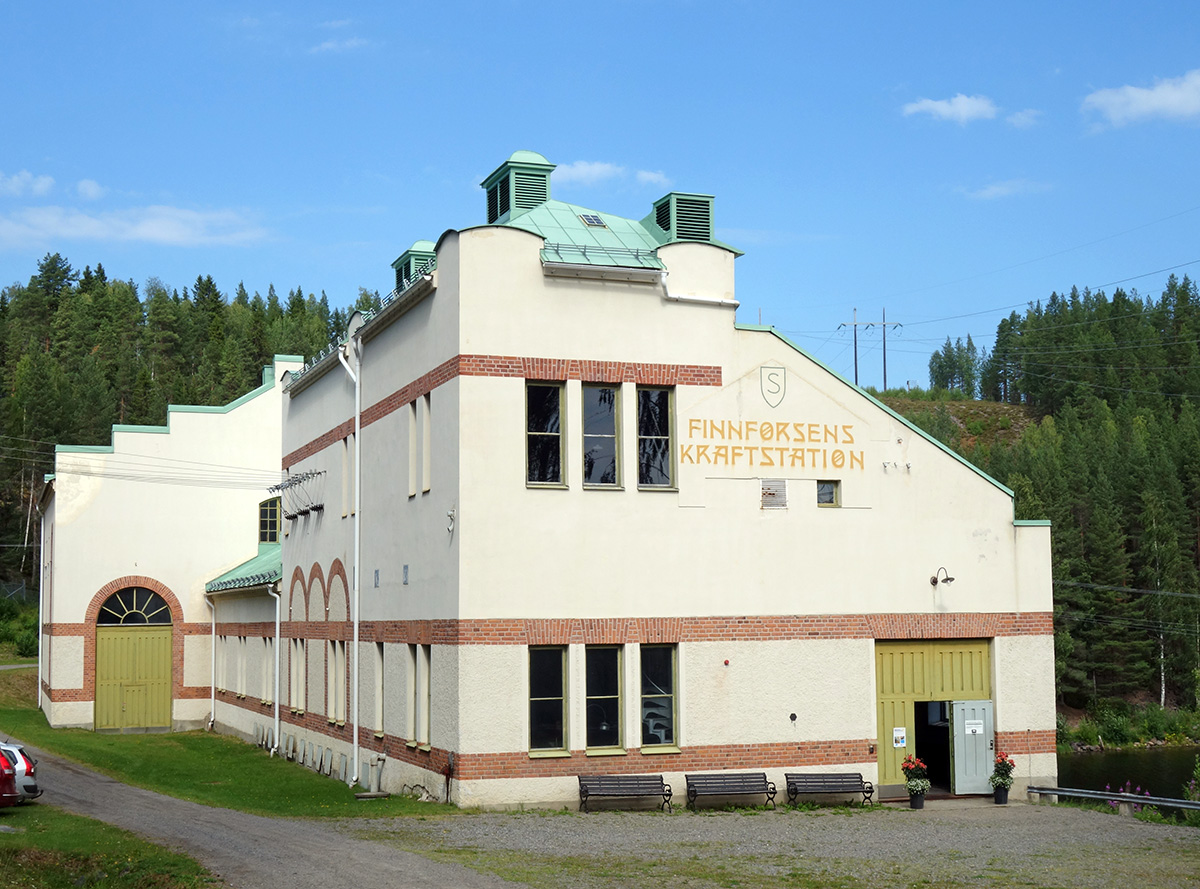
Finnfors kraftstation, Finnforsfallet, Västerbotten.
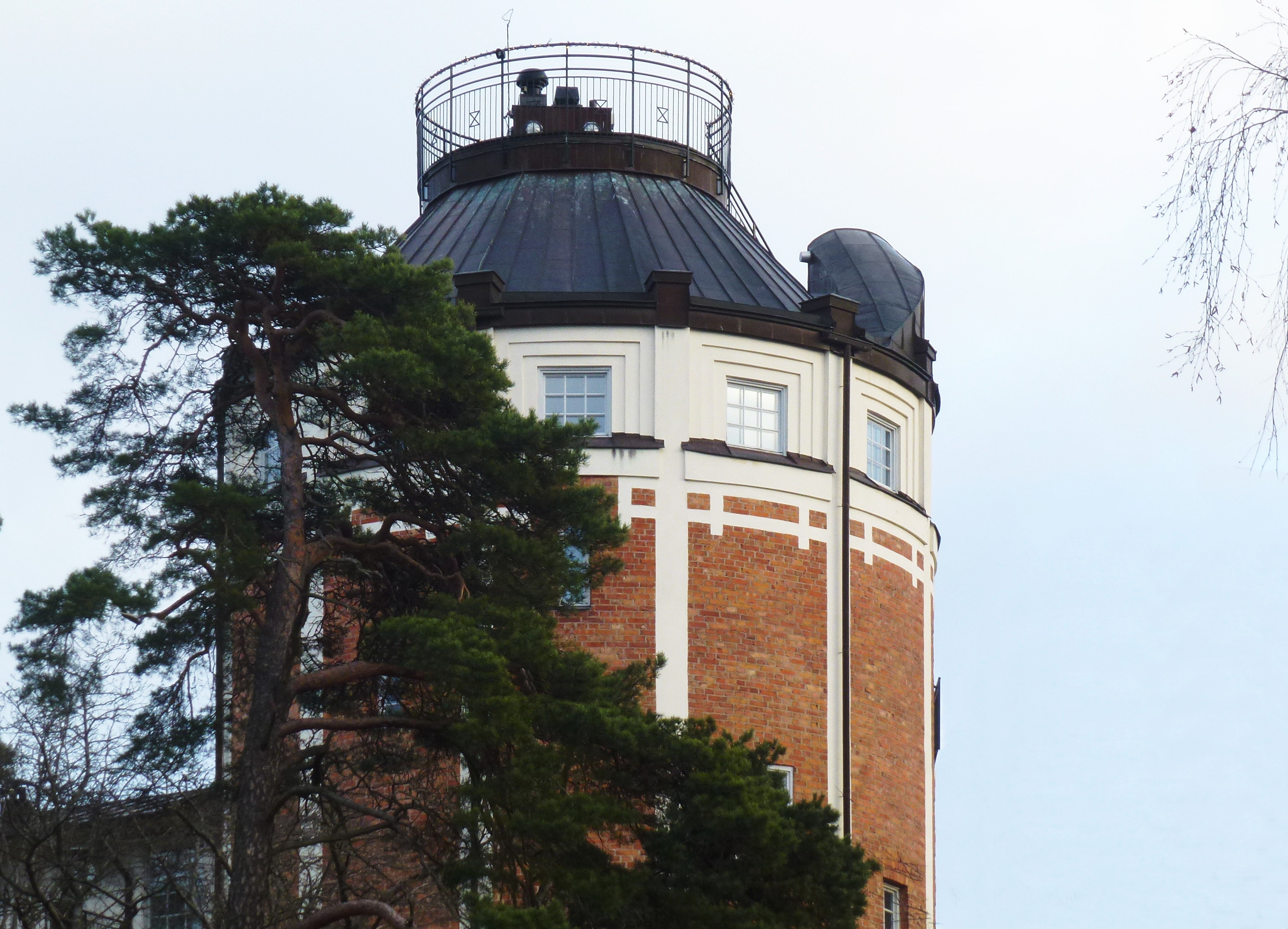
Ekeby vattentorn, Djursholm.
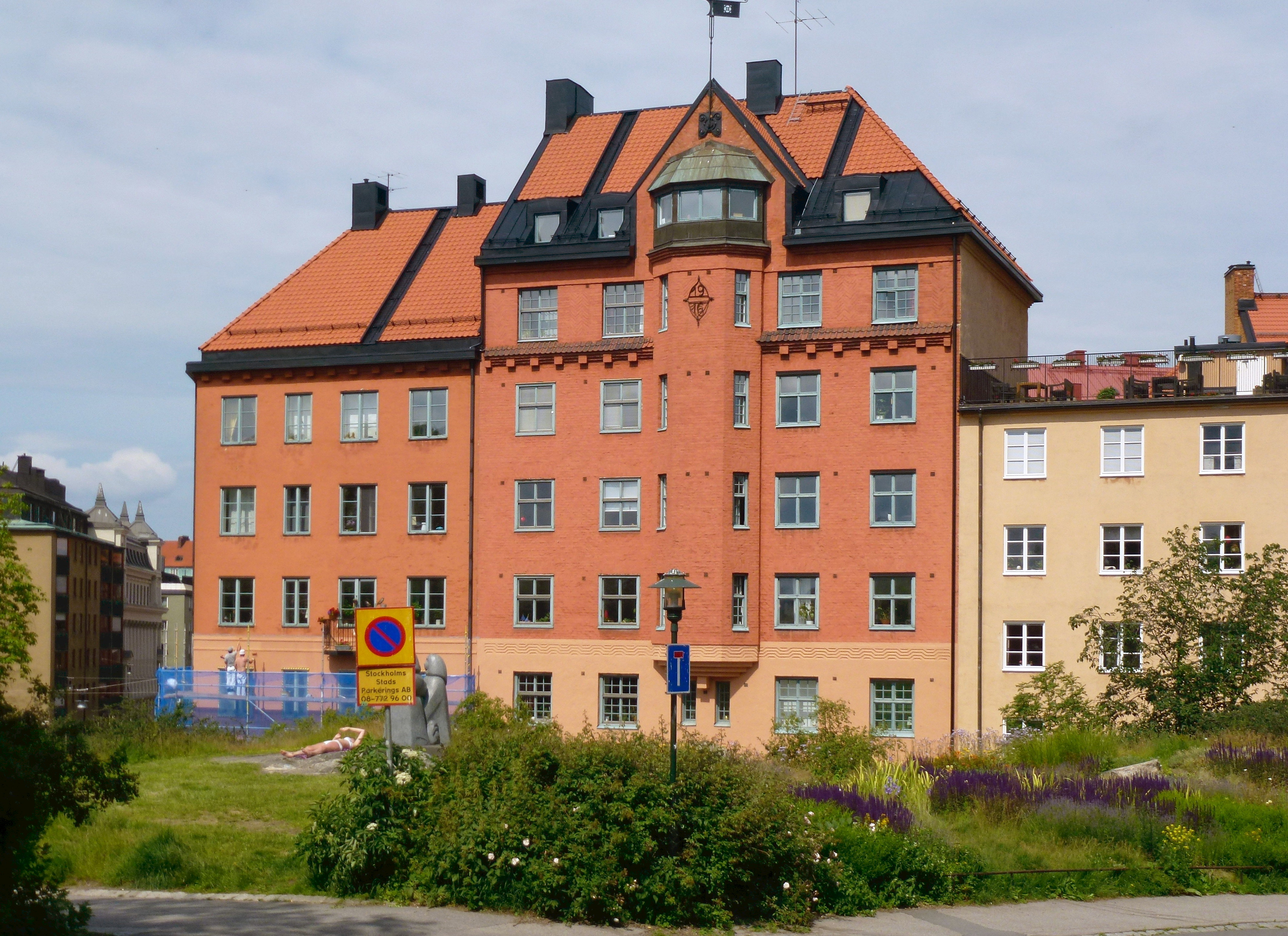
Skånegatan 101, Stockholm.
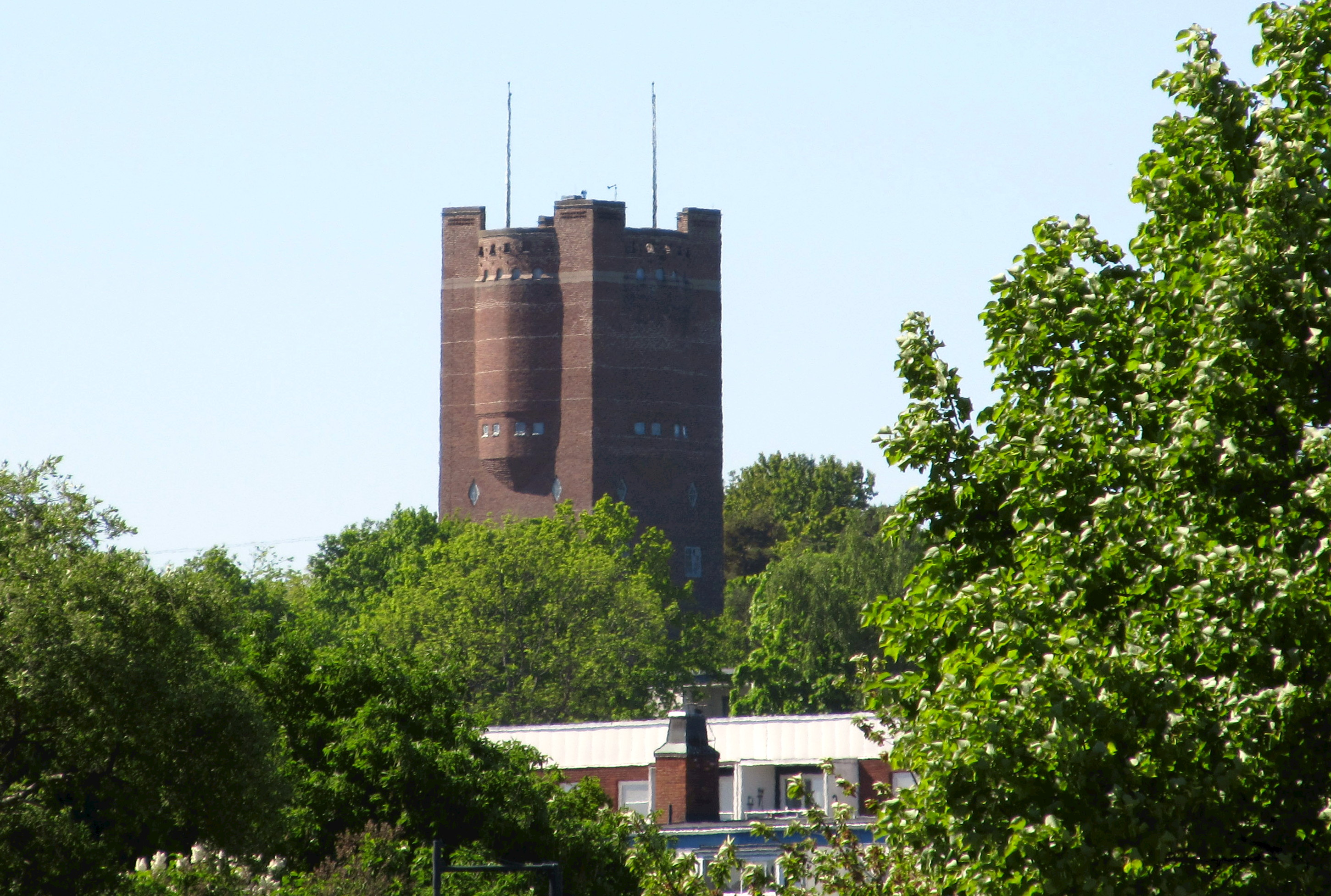
Norra vattentornet, Oskarshamn.